# منتخب جمهورية إفريقيا الوسطى لكرة القدم
منتخب جمهورية إفريقيا الوسطى لكرة القدم (بالفرنسية: Équipe de République centrafricaine de football)‏ الملقب بالوحوش البرية وهو المنتخب الوطني في جمهورية إفريقيا الوسطى ويديره اتحاد إفريقيا الوسطى لكرة القدم. عضو في الاتحاد الإفريقي لكرة القدم. لم يسبق له التأهل إلى كأس العالم أو كأس أمم أفريقيا.
حقق بطولة كأس سيماك 2009 بتغلبه في المباراة النهائية على غينيا الاستوائية 3-0. نتيجته البارزة التي استطاع تحقيقها هو الفوز على الغابون 2-1 في الدور النصف النهائي.

## وصلات خارجية
- قائمة بيانات المنتخب من الموقع الرسمي للفيفا باللغة العربية